# Équipe du Maroc de beach soccer

L'équipe du Maroc de beach soccer est une sélection qui réunit les meilleurs joueurs marocains dans cette discipline.

## Palmarès
- Championnat d'Afrique :
  -  Troisième en 2013, 2021, 2022 et 2024
- Jeux Africains :
  -  Vainqueur en 2023
  -  Finaliste en 2019
- Championnat COSAFA :
  -  Vainqueur en 2023 et 2024[1]
- Championnat d'Arabe :
  -  Finaliste en 2016[2]
- Coupe internationale du Salvador :
  -  Vainqueur en 2024

## Effectif
| Nom                 | Poste     | Naissance        | Club |
| ------------------- | --------- | ---------------- | ---- |
| Zouheir Laâroubi    | Gardien   | 30 juillet 1984  |      |
| Mohamed Boujad      | Gardien   | 25 février 1988  |      |
| Khalil Benali       | Gardien   | 7 juin 1988      |      |
| Nabil Boulakouaba   | Défenseur | 11 mai 1984      |      |
| Rabi Aboutalbi      | Défenseur | 21 mai 1991      |      |
| Yacine Benmamma     | Défenseur | 14 juillet 1986  |      |
| Faicel El Karkouri  | Défenseur | 12 mai 1985      |      |
| Bilal Esaadi        | Défenseur | 17 juin 1987     |      |
| Anas El Hadaoui     | Milieu    | 22 juin 1990     |      |
| Abdelkabir Moufakir | Milieu    | 21 novembre 1979 |      |
| Azzeddine El Hamidy | Attaquant | 5 janvier 1985   |      |
| Nassim El Haddaoui  | Attaquant | 13 décembre 1987 |      |
| Miloud Ennakhli     | Attaquant | 26 décembre 1982 |      |
| Khalil Mahboub      | Attaquant | 1er janvier 1991 |      |
| Kamel El Mahrouk    | Attaquant | 3 août 1985      |      |

## Référence
1. ↑   https://sport.le360.ma/maroc/beach-soccer-les-lions-de-latlas-remportent-le-tournoi-de-la-cosafa-110656/
2. ↑  https://www.mapexpress.ma/actualite/sports/championnat-arabe-de-beach-soccer-finale-lequipe-emiratie-remporte-le-titre-face-au-maroc-3-2/
3. ↑  Fiche sur le site de la BSWW